# Cryptocephalus ozbeki
Cryptocephalus ozbeki is een keversoort uit de familie bladkevers (Chrysomelidae). De wetenschappelijke naam van de soort werd in 1998 gepubliceerd door Aslan & Warchalowski.